# 2-メチル-3-オキソプロパン酸
2-メチル-3-オキソプロパン酸（2-メチル-3-オキソプロパンさん、2-methyl-3-oxopropanoic acid）またはメチルマロン酸セミアルデヒド（メチルマロンさんセミアルデヒド、methylmalonate semialdehyde）は、バリンの代謝中間体の一つ。